# Albaida del Aljarafe
Albaida del Aljarafe – gmina w Hiszpanii, w prowincji Sewilla, w Andaluzji, o powierzchni 10,93 km². W 2011 roku gmina liczyła 2987 mieszkańców. Występuje tutaj architektura z epoki rzymskiej i przedromańskiej.